# 瑙·尼哈尔·辛格哈维利
瑙·尼哈尔·辛格哈维利（英语：Haveli of Nau Nihal Singh）是一座哈维利建筑，位于巴基斯坦旁遮普省拉合尔。该建筑可追溯到19世纪中叶的锡克时代，被认为是拉合尔最好的锡克建筑之一，也是唯一保存原始装饰和建筑的锡克时代的哈维利建筑。。这座豪宅原本是瑙·尼哈尔·辛格的私人住所。

## 位置
该建筑位于拉合尔的城墙内，靠近城南的麻奇门Mori Gate。还靠近巴提门（Bhatti Gate）和拉奥里门（Lohari Gate）。

## 历史
该建筑建于1830年或1840年，原本是瑙·尼哈尔·辛格的私人住所，是由他的祖父和锡克帝国的创始人兰季德·辛格所建。 英国殖民时代以来，这座建筑内设有维多利亚女中（Victoria Girls' High School）。

## 建筑
底座呈长方形，入口位于西侧。立面分为两个部分，入口部分装饰着坎格拉风格的生动的壁画， 另一部分拥有无数的窗户。
在哈维利的入口上方，有一个砖雕大阳台和一个球形小半圆顶。阳台拥有 5 个小拱门，雕刻长翅膀的人、鹦鹉和鱼的形象，风格展示了东亚影响。 长翅膀的人既类似于伊斯兰对天使的描述，也反映了神话中的印度教迦楼罗的影响 圆顶的底座上装饰着印度教蛇神那伽. 大阳台的两侧是两个小阳台。哈维利的每个阳台都装饰着花卉基座。。
该建筑有四层，还有一层地下室。第四层是一个小房间，称为彩宫（Rang Mahal）或为镜宫（Sheesh Mahal），其余楼层都有高高的天花板，夸大建筑的高度，给人一个城堡的外观，而不是私人住宅。
天花板由装饰的木材制成，上面镶嵌着玻璃和镜子，以及屋顶中央部分的太阳图案。 哈维利的墙壁上装饰着假拱门，每扇都拥有一幅18英寸18英寸的小画。 蓝色、金色、红色和橙色占据着哈维利的调色板。室内还装饰着木雕、砖雕和花卉壁画。
哈维利拥有一个大型的 2 层内院， 也拥有繁复的装饰 - 其底部已被涂抹。。哈维利的前面是一个小广场，称为梅丹卡拜扬Maydan ka Bhaiyan，曾经是哈维利的花园。

## 保护

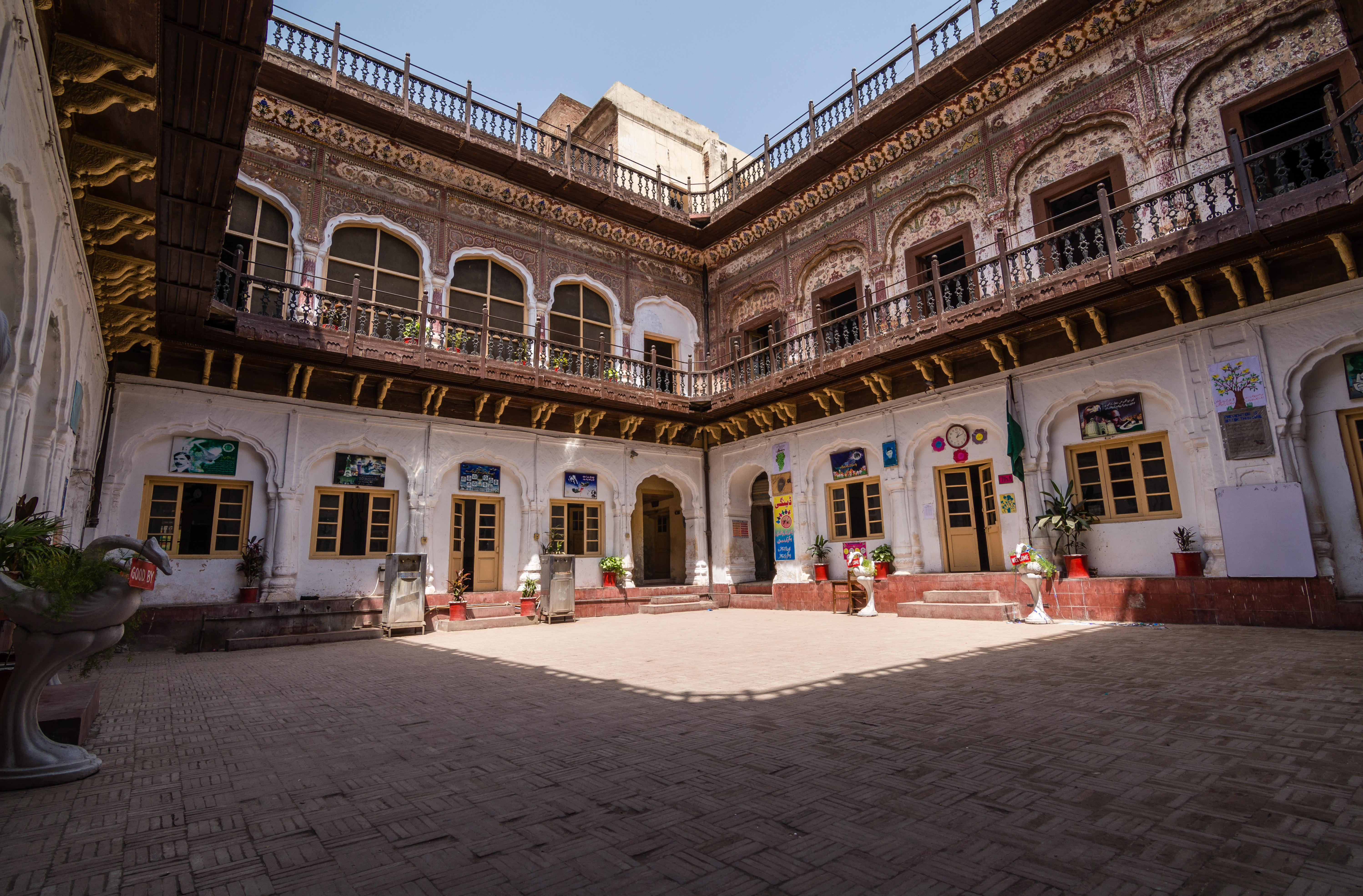
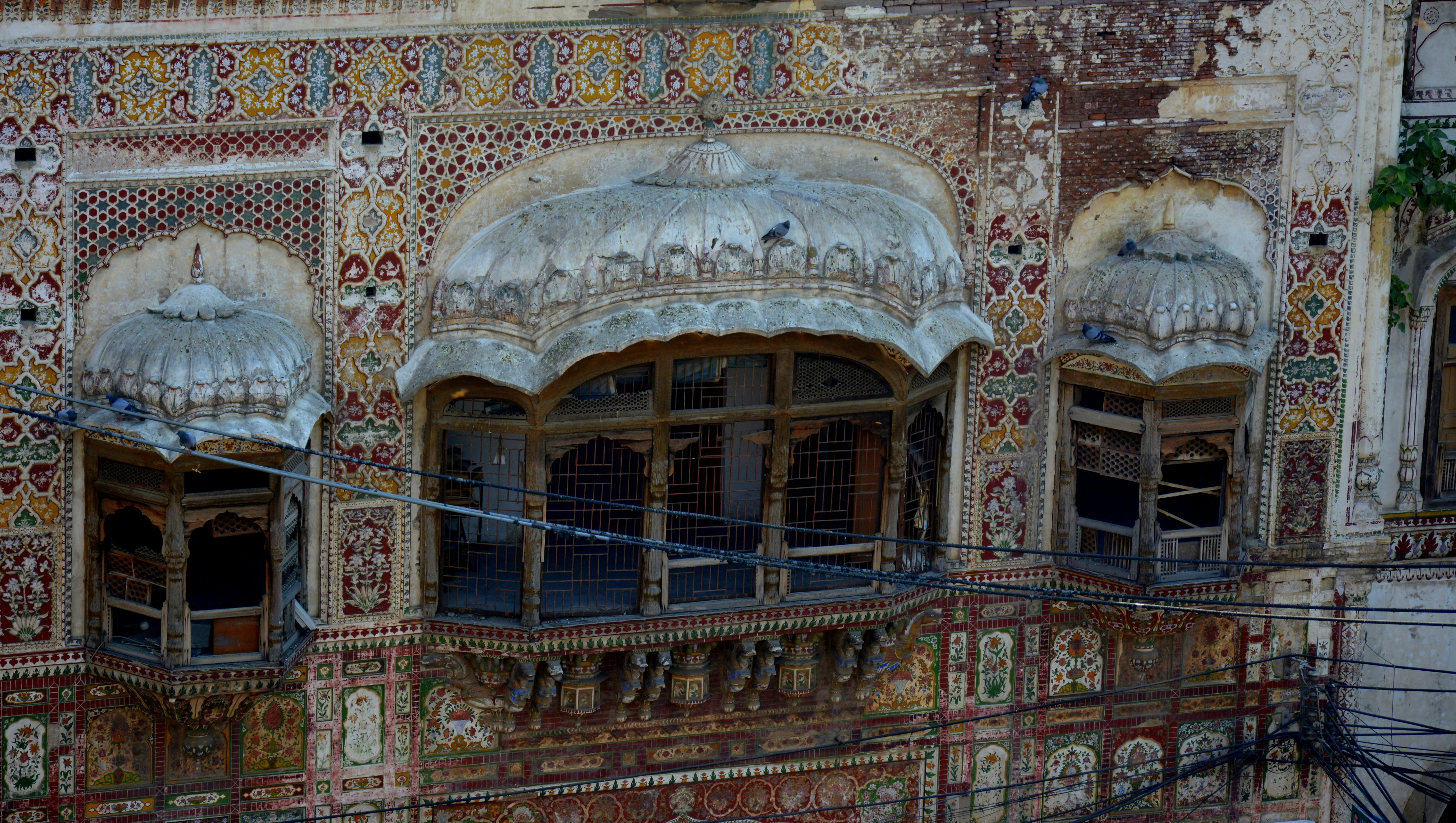
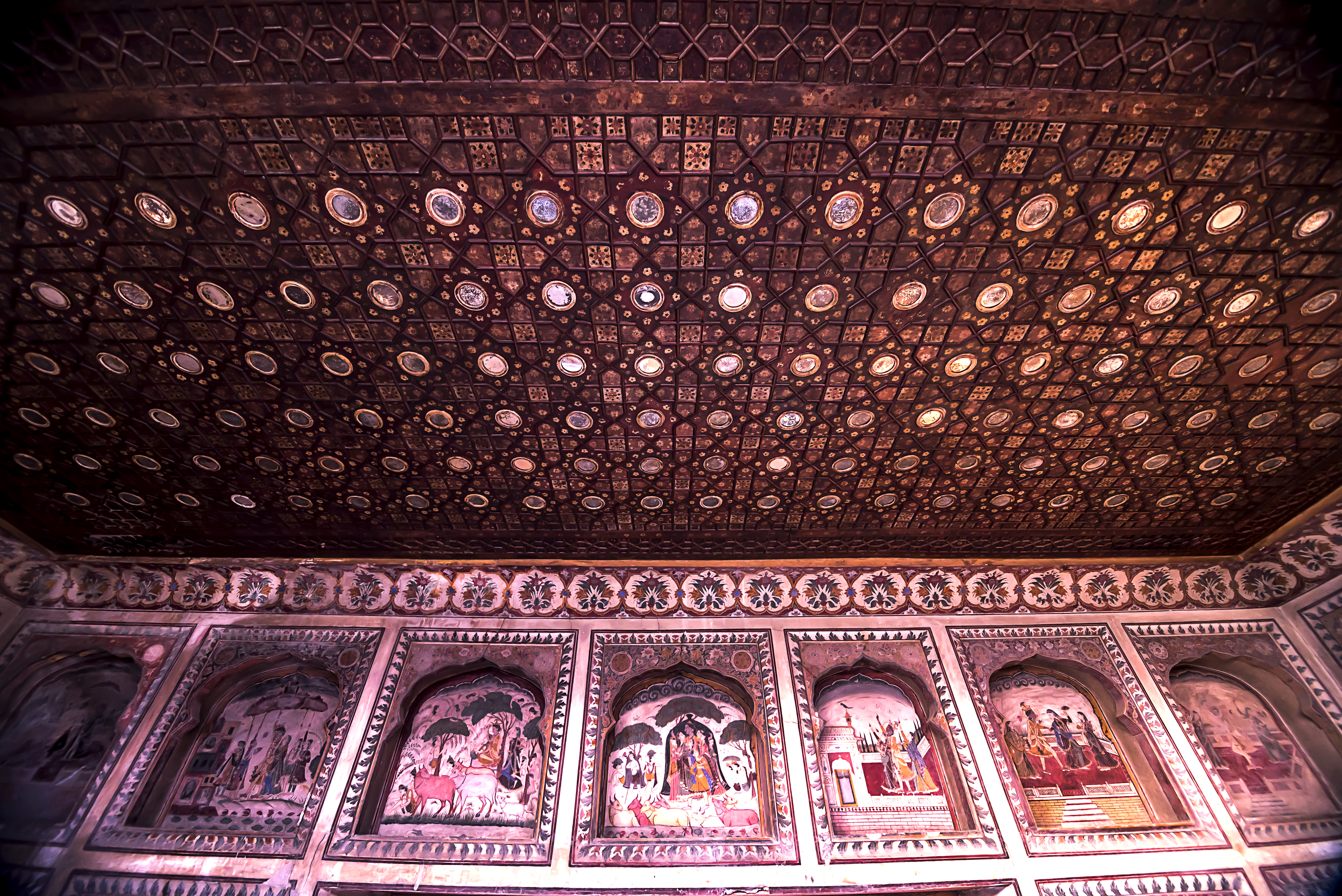
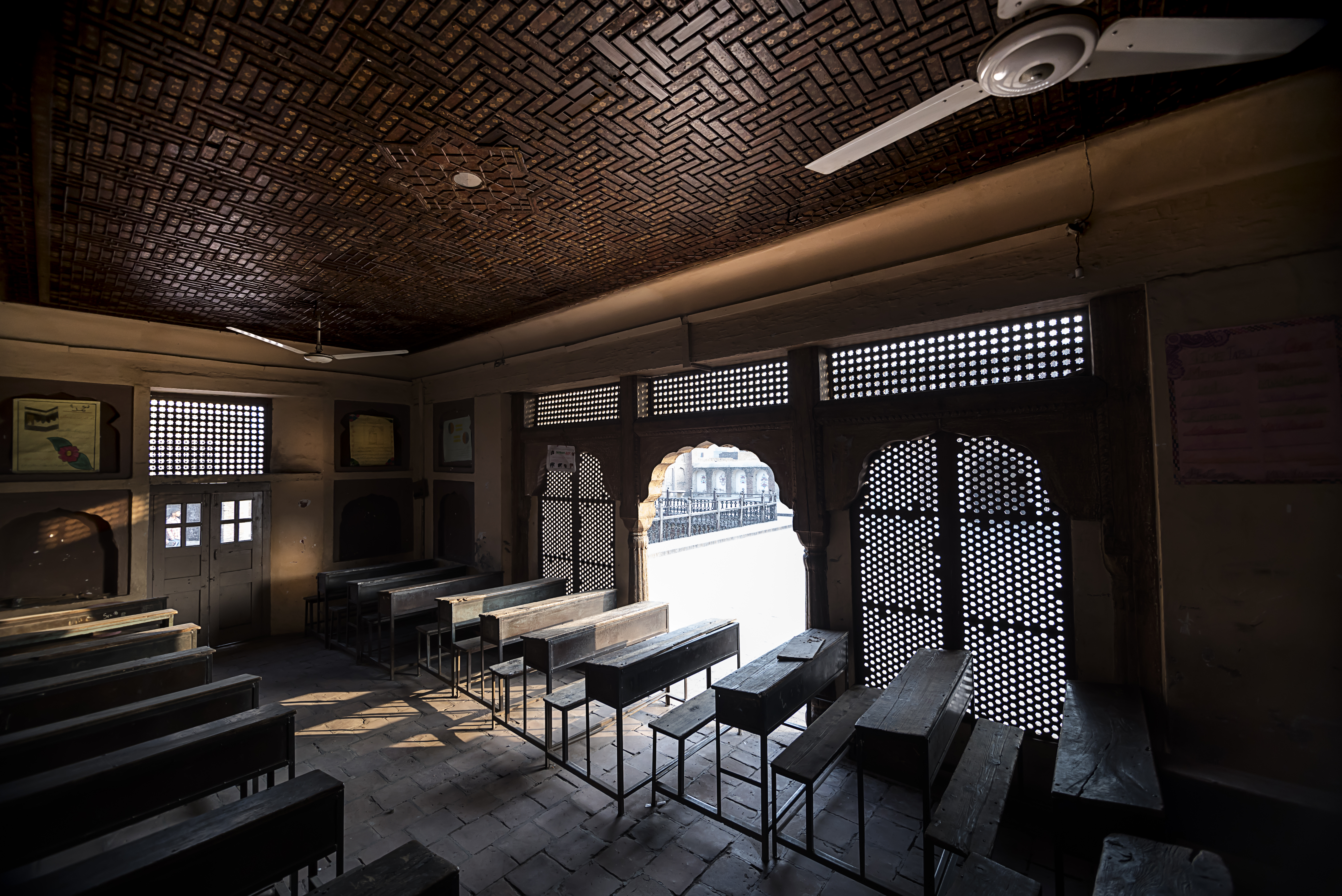
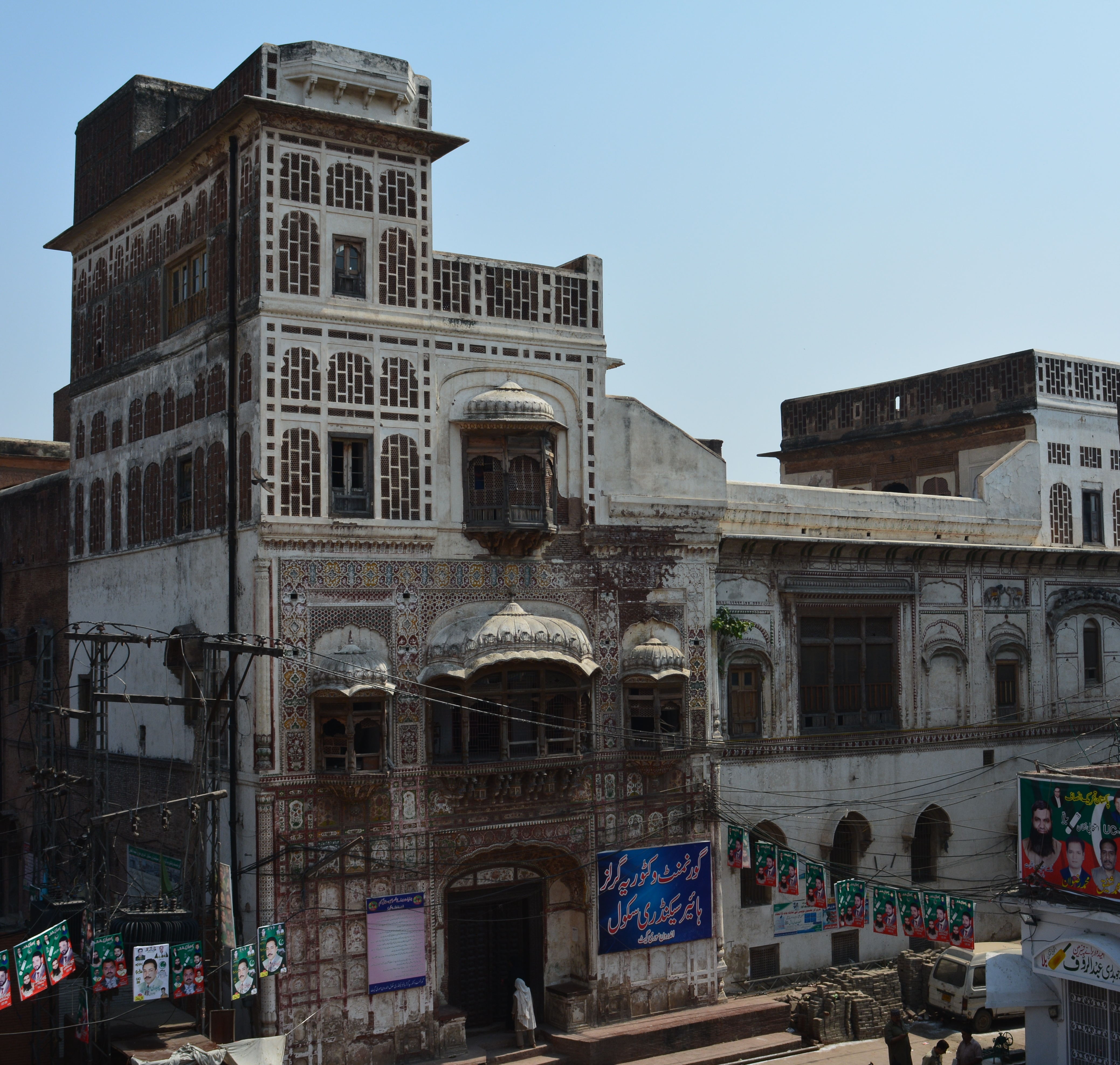

哈维利受 1975 年《古物法》的保护。